# Viciria detrita
Viciria detrita är en spindelart som beskrevs av Embrik Strand 1922. Viciria detrita ingår i släktet Viciria och familjen hoppspindlar. Inga underarter finns listade i Catalogue of Life.